# رئاسة الأركان العامة للجيش الكويتي
رئاسة الأركان العامة للجيش الكويتي، هي إحدى هيئات القوات المسلحة الكويتية، يرأسها «رئيس الأركان العامة»، وهو ضابط عسكري كويتي رفيع المستوى مسؤول عن القوات البرية والجوية والبحرية الكويت، وتُستثنى من مسؤوليته قوات الحرس الوطني الكويتي والإدارة العامة للشرطة والإدارة العامة للإطفاء. يُعين رئيس الأركان العامة من قبل النائب الأول لرئيس مجلس الوزراء وزير الدفاع، الذي يُعين من قبل رئيس مجلس الوزراء، بينما يُعين الأخير من قبل أمير الكويت القائد الأعلى للقوات المسلحة الكويتية. يُعد رئيس الأركان المستشار العسكري الرئيس للأمير وولرئيس مجلس الوزراء ولوزير الدفاع، وقد نظّم القانون رقم 32 لسنة 1967 في شأن الجيش الكويتي حدود مهام ومسؤوليات رئاسة الأركان العامة للجيش الكويتي.

## تاريخ
في عام 1963، صدر مرسوم أميري تنظيمي بإصدار قانون رئاسة الأركان العامة للقوات المسلحة الكويتية، كما صدر مرسوم أميري بتعيين اللواء الشيخ مبارك عبد الله الجابر الصباح في منصب رئيس الأركان العامة للقوات المسلحة الكويتية المشكّلة حديثًا، ثم في عام 1965، عُيّن العميد الركن الشيخ صالح المحمد الصباح نائبًا أول لرئيس الأركان العامة للقوات المسلحة الكويتية. قبل ذلك، كان الجيش الكويتي هو القيادة العامة الفعلية للقوات المسلحة الكويتية، وكان الشيخ المشير عبد الله المبارك الصباح هو القائد العام للجيش الكويتي ومديرية قوى الأمن العام حتى عام 1961، وعمل بمثابة وزير للدفاع في حينه - قبل تشكيل المجلس الوزاري الكويتي الأول - والمستشار العسكري لأمير الكويت، إذ يُعد عبد الله المبارك مؤسس الجيش الكويتي بشكله الحديث، بعد أن أعاد هيكلته في عام 1953 ومنشئ القوة الجوية الكويتية بتأسيس نادي الطيران في مطار النقرة في ذلك العام.

## قائمة رؤساء الأركان العامة للجيش الكويتي
فيما يلي قائمة رؤساء الأركان العامة للجيش الكويتي:
| الترتيب | صورة | الرتبة            | رئيس الأركان                       | القوة المسلحة | مدة الرئاسة    | مدة الرئاسة    | مدة الرئاسة                                 | وزير الدفاع | الأمير «القائد الأعلى للقوات المسلحة»   |
| الترتيب | صورة | الرتبة            | رئيس الأركان                       | القوة المسلحة | بدأ فترته      | انتهت فترته    | الفترة الزمنية                              | وزير الدفاع | الأمير «القائد الأعلى للقوات المسلحة»   |
| ------- | ---- | ----------------- | ---------------------------------- | ------------- | -------------- | -------------- | ------------------------------------------- | ----------- | --------------------------------------- |
| 1       |      | فريق أول ركن      | الشيخ مبارك عبد الله الجابر الصباح |               | 14 مارس 1964   | 1 نوفمبر 1967  | (3 سنواتٍ و7 أشهرٍ و28 يومًا)                  |             | عبد الله السالم صباح السالم جابر الأحمد |
| 2       |      | فريق أول ركن      | عبد الله فراج الغانم               |               | 1980           | 1986           | حوالي سبعة أعوام (غير معروف على وجه الدقّة)  |             | جابر الأحمد                             |
| 3       |      | فريق أول ركن      | مزيد عبد الرحمن الصانع             |               | 1987           | 1991           | حوالي أربعة أعوام (غير معروف على وجه الدقّة) |             | جابر الأحمد                             |
| 4       |      | فريق أول ركن      | الشيخ جابر خالد جابر الصباح        |               | 1992           | 1993           | حوالي عام (غير معروف على وجه الدقّة)         |             | جابر الأحمد                             |
| 5       |      | فريق أول ركن      | علي المؤمن                         |               | 1993           | 2 يناير 2003   | حوالي عشرة أعوام (غير معروف على وجه الدقّة)  |             | جابر الأحمد                             |
| 6       |      | فريق أول ركن طيار | فهد أحمد الأمير                    |               | 2 يناير 2003   | 2009           | حوالي ستة أعوام (غير معروف على وجه الدقّة)   |             | جابر الأحمد صباح الأحمد                 |
| 7       |      | فريق أول ركن      | الشيخ أحمد الخالد الصباح           |               | 2009           | 4 مارس 2012    | حوالي ثلاثة أعوام (غير معروف على وجه الدقّة) |             | صباح الأحمد                             |
| 8       |      | فريق أول ركن      | الشيخ خالد الجراح الصباح           |               | 4 مارس 2012    | 4 أغسطس 2013   | (سنةً واحدةً و5 أشهرٍ)                         |             | صباح الأحمد                             |
| 9       |      | فريق أول ركن      | عبد الرحمن محمد العثمان            |               | 4 أغسطس 2013   | 14 أبريل 2014  | (8 أشهرٍ و10 أيامٍ)                           |             | صباح الأحمد                             |
| 10      |      | فريق أول ركن      | محمد خالد الخضر                    |               | 14 أبريل 2014  | 1 أكتوبر 2020  | (6 سنواتٍ و5 أشهرٍ و17 يومًا)                  |             | صباح الأحمد نواف الأحمد                 |
| 11      |      | فريق أول ركن      | خالد صالح الصباح                   |               | 22 أكتوبر 2020 | 4 مارس 2024    | (3 سنواتٍ و4 أشهرٍ و11 يومًا)                  |             | نواف الأحمد                             |
| 12      |      | فريق أول ركن طيار | بندر سالم عبدالله المزين           |               | 4 مارس 2024    | على رأس المنصب | على رأس المنصب                              |             | مشعل الأحمد                             |